# 11 Polowa Techniczna Baza Rakietowa
11 Polowa Techniczna Baza Rakietowa – jednostka rakietowo-techniczna Wojsk Rakietowych i Artylerii Śląskiego Okręgu Wojskowego.
Powstała w Skwierzynie 9 maja 1963 jako 15 Polowa Techniczna Baza Rakietowa. Podstawę formowania stanowiło zarządzenie szefa sztabu ŚOW z 10 grudnia 1962.
Baza podlegała dowódcy Śląskiego Okręgu Wojskowego, a bezpośredni nadzór nad nią sprawował szef Służby Uzbrojenia i Elektroniki ŚOW. 3 grudnia 1982 baza wyszła z podporządkowania szefa Służby Uzbrojenia i Elektroniki i przeszła w podległość szefa Wojsk Rakietowych i Artylerii ŚOW.
31 grudnia 1992 baza została rozformowana.

## Zadania bazy
Do głównych zadań bazy należało utrzymywanie określonej liczby pocisków balistycznych w pełnej sprawności technicznej oraz gotowość do prowadzenia zabiegów obsługowo-technicznych. W pierwszym okresie obsługiwano pociski R-150 (zestaw 9K51 z rakietą 8K11), a w okresie późniejszym R-300 (zestaw 9K72 Elbrus z rakietą 8K14). Pociski tego typu przechowywane były w gotowości zerowej – tzw. „gotowości arsenalskiej”. Zadaniem bazy było przygotowanie ich od gotowości nr 6 do gotowości nr 4.
Przygotowanie pocisków taktycznych R-30 (zestaw 2K6 z rakietami 3R9 i 3R10), R-70 (zestaw 9K52M – Łuna) polegało na przeglądzie zewnętrznym oraz doprowadzeniu do gotowości nr 4 – przyłączeniu głowicy bojowej a następnie przetransportowaniu i przeładunku na środki transportu dywizjonów rakiet taktycznych.
11 PTBR była jedną z czterech Polowych Baz Rakietowych w Polsce, obok 18 PTBR (Gumieńce) dla Pomorskiego Okręgu Wojskowego, 15 PTBR (Kobylanka) dla 36. Brygady Artylerii oraz 21 PTBR (Orneta) dla Warszawskiego Okręgu Wojskowego.

## Struktura bazy
| Pododdział | Skład                                          | Wyposażenie |
| --- | ---------------------------------------------- | --- |
| sztab jednostki |                                                | |
| bateria dowodzenia | pluton łączności                               | 2 radiostacje R-140; 5 radiostacji RD-115Z; ruchomy węzeł łączności RWŁ-1M; drużyna telefoniczna; polowa stacja ładowania akumulatorów PSŁ-1; polowy warsztat łączności Ł-4 |
| bateria dowodzenia | pluton maszyn inżynieryjnych                   | 2 spycharki gąsienicowe BAT-M maszyna gąsienicowa MDK-2M 2 przyczepy niskopodwoziowe samochód KrAZ 2 mosty towarzyszące SMT-1.                                              |
| bateria dowodzenia | pluton ochrony i regulacji ruchu               | 2 drużyny PKMZ-2; 2 drużyny ochrony i regulacji ruchu; drużyna rozpoznania skażeń.                                                                                          |
| 2 baterie techniczne Bateria podczas pracy bojowej rozwijała trzy punkty: 1. punkt kontroli technicznej: – zespół kontroli układu kierowania – zespół sprężarkowy 2. punkt napełniania: – zespół napełniania; 3. punkt montażu: – zespół montażu. | zespół kontroli układu kierowania              | rakieta szkolna; namiot technologiczny do prowadzenia sprawdzeń rakiet; samochód terenowy; agregat prądotwórczy, podgrzewacz powietrza.                                     |
| 2 baterie techniczne Bateria podczas pracy bojowej rozwijała trzy punkty: 1. punkt kontroli technicznej: – zespół kontroli układu kierowania – zespół sprężarkowy 2. punkt napełniania: – zespół napełniania; 3. punkt montażu: – zespół montażu. | zespół sprawdzeń niezależnych                  | stacje sprawdzeń: kompleksowych, niezależnych |
| 2 baterie techniczne Bateria podczas pracy bojowej rozwijała trzy punkty: 1. punkt kontroli technicznej: – zespół kontroli układu kierowania – zespół sprężarkowy 2. punkt napełniania: – zespół napełniania; 3. punkt montażu: – zespół montażu. | zespół sprawdzenia układu napędowego           | sprężarka; wskaźnik wilgotności powietrza, namiot 8J11P; agregat prądotwórczy, samochód Star 266                                                                            |
| 2 baterie techniczne Bateria podczas pracy bojowej rozwijała trzy punkty: 1. punkt kontroli technicznej: – zespół kontroli układu kierowania – zespół sprężarkowy 2. punkt napełniania: – zespół napełniania; 3. punkt montażu: – zespół montażu. | zespół napełniania                             | dystrybutor paliwa; dystrybutor utleniacza; urządzenie neutralizacyjne; samochód terenowy.                                                                                  |
| 2 baterie techniczne Bateria podczas pracy bojowej rozwijała trzy punkty: 1. punkt kontroli technicznej: – zespół kontroli układu kierowania – zespół sprężarkowy 2. punkt napełniania: – zespół napełniania; 3. punkt montażu: – zespół montażu. | zespół montażu                                 | dźwig; schowek do przewozu i przechowywania głowic. |
| kompania transportowa | pluton rakiet operacyjno-taktycznych           | rakiety 8K14 na naczepach ciągników siodłowych |
| kompania transportowa | pluton rakiet taktycznych                      | rakiety R-30 na naczepach ciągników siodłowych |
| kompania transportowa | pluton transportowy                            | rakiety R-70 na wozach transportowych ŁTM |
| kompania transportowa | pluton transportowy                            | pojazdy transportujące głowice rakiet R-70 i 8K14 |
| kompania transportowa | pluton RMN (rakietowych materiałów napędowych) | cysterny dowozu paliwa rakietowego; cysterny dowozu utleniacza; samochód neutralizujący.                                                                                    |
| kompania transportowa | pluton zabezpieczenia technicznego             | dźwigi; elektrownia 8N01. |
| pluton zaopatrzenia (podlegający kwatermistrzowi) | drużyna gospodarcza                            | kuchnie polowe |
| pluton zaopatrzenia (podlegający kwatermistrzowi) | drużyna zaopatrzenia                           | samochody z zaopatrzeniem żywnościowy, mundurowy, uzbrojenie |
| pluton zaopatrzenia (podlegający kwatermistrzowi) | drużyna MPS                                    | cysterny z paliwem |
| pluton warsztatowy (podlegający zastępcy dowódcy ds. technicznych) | 3 drużyny remontowe                            | 3 polowe warsztaty remontowe B-1/SAM i B-2/SAM; stacja ładowania akumulatorów PSŁ                                                                                           |
| pluton warsztatowy (podlegający zastępcy dowódcy ds. technicznych) | drużyna uzbrojenia                             | rusznikarnia |

## Szefowie/Dowódcy
- 10 grudnia 1962 – 12 lipca 1963 – płk mgr inż. Zenon Kuś – kierownik Grupy Organizacyjnej;
- 12 lipca 1963 – 15 grudnia 1963 – płk mgr inż. Zenon Kuś – szef 15 PTBR;
- 15 grudnia 1963 – 22 kwietnia 1964 – płk mgr inż. Edmund Kowalewski – szef 15 PTBR,
- 22 kwietnia 1964 – 4 listopada 1965 – płk mgr inż. Edmund Kowalewski – dowódca 11 PTBR;
- 4 listopada 1965 – 21 marca 1990 – płk dypl. Mieczysław Kaletka[b][3];
- 21 marca 1990 – 31 grudnia 1992 – płk dypl. Romuald Majchrzak.

## Wyróżnienia
- 1967 – dyplom dowódcy ŚOW za zdobycie 1. miejsca w szkoleniu bojowym i politycznym
- 1975 – medal pamiątkowy Za osiągnięcia w służbie wojskowej
- 1975 – dyplom i puchar przechodni dowódcy ŚOW za całokształt działalności szkoleniowej i gospodarczej
- 1975 – puchar i nagroda Szefa Służb Technicznych – Zastępcy Dowódcy ŚOW za zajęcie 1. miejsca w konkursie o miano "najlepszy Punkt Kontroli Technicznej (PKT) w Śląskim Okręgu Wojskowym"
- 1975 – Prezydium Zarządu Wojewódzkiego PCK uhonorowało jednostkę odznaką i dyplomem Za Wybitne Osiągnięcia w Honorowym Krwiodawstwie
- 1976 – honorowa odznaka Narodowego Funduszu Ochrony Zdrowia, za wielki wkład w budowę oddziału ginekologiczno – położniczego Szpitala Powiatowego w Skwierzynie
- 1978 – medal "Za Zasługi dla Województwa Gorzowskiego"